# Мезозойская складчатость

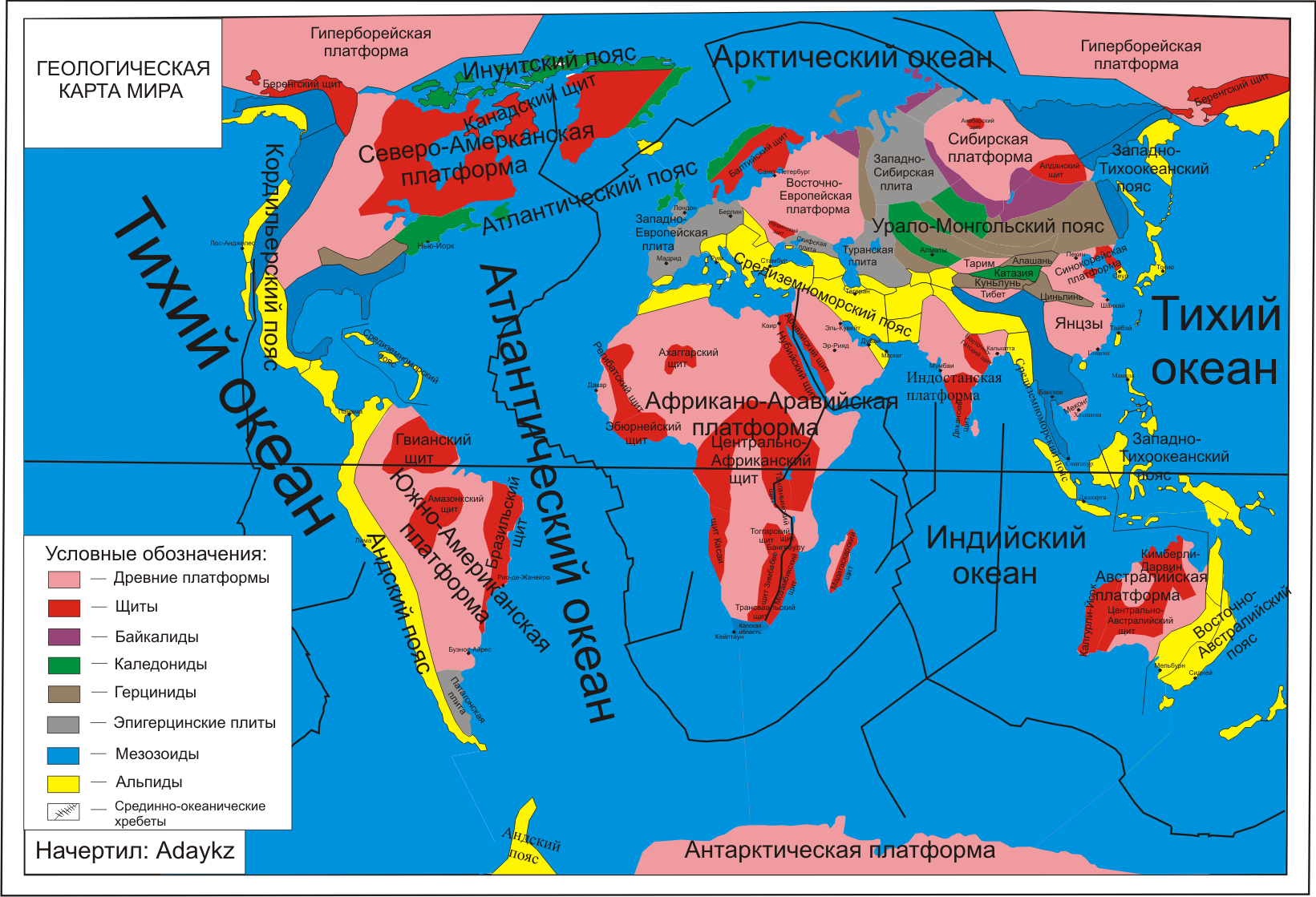
Складчатые пояса на карте мира

Мезозойская складчатость (в англоязычной литературе — киммерийская) — эпоха складчатости, в которую появилось множество горных хребтов, которые сейчас находятся в Центральной Азии.

## Общее описание
Эпоха, как полагают, началась 300—150 миллионов лет назад (по большей части юрский период), когда Киммерийская плита столкнулась с южным берегом  Казахстании и Северо-Китайскими и Южно-Китайскими материками, закрыв древний палео-океан Тетис. Эта плита состояла из того, что теперь известно как Турция, Иран, Тибет и западная часть Юго-Восточной Азии. Большая часть северной границы плиты сформировали горные хребты, которые были выше, чем современные Гималаи, однако впоследствии разрушенные. Складчатость продолжалась до мелового периода и раннего кайнозоя.

## В России
Мезозоиды в России — это горные хребты Северо-Востока (Момский, Черского, Верхоянский), а также Приморья (Сихотэ-Алинь).